# Куно фон Маделберг
Куно фон Маделберг/Малберг (на немски: Kuno von Madelberg; Cuno I. von Malberg; † сл. 1107) е господар на Маделберг/Малберг в Айфел. Той е прародител на фогтовете на Финстинген (на френски: Fénétrange) в Лотарингия и на господарите на Малберг в планината Айфел.

## Произход
Той е син на Адалберо де Маделберг/Малберг († сл. 1061) и внук на („vir nobilis Ravengar“) Равенгар фон Малберг († сл. 1009). Брат е на Адалберо фон Малберг († сл. 1107) и на Бруно фон Малберг († 1098).
Богатата фамилия има два един до друг замъка „Горен и Долен замък“. Те имат конфликт с императора. През 1204 г. Фридрих II Хоенщауфен дава заповед да се събори замък („castrum“) Малберг. След това 1224 г., въпреки забраната, те строят отново замък.

## Деца
Куно фон Маделберг има децата:
- Брунико фон Малберг (* пр. 1121; † 1136/1147), баща на
  - Куно III фон Малберг († сл. 1181), има трима сина:
    - Куно фон Малберг († сл. 1180), капитулар в Трир, монах в Химероде
    - Брунико фон Малберг-Бетинген-Флакенберг († сл. 1206)
    - Мербодо I фон Малберг († сл. 1218), има син:
      - Мербодо II фон Малберг († сл. 1225), баща на:
        - Хайнрих II фон Финстинген († 1286), архиепископ на Трир (1260 – 1286)
- Хайлика фон Малберг (* пр. 1252; † пр. 1259), омъжена за Валтер I фон Геролдсек (* пр. 1224; † 28 септември 1275/1277), господар на Геролдсек-Малберг
- Адалберо фон Малберг-Финстинген († сл. 1107), баща на:
  - Бруно/Брунико фон Малберг, фогт фон Финстинген († сл. 1147), има двама сина
  - Куно фон Малберг, фогт фон Финстинген († сл. 1147)
  - Рутгер фон Финстинген († сл. 1170), абат на Прюм
  - Ерменгарда фон Финстинген, омъжена за Удо фон Еш († сл. 1140)
- Симон фон Малберг-Финстинген († сл. 1107)
- Куно II фон Малберг-Финстинген († сл. 1115)
- Фолко I фон Малберг-Финстинген († сл. 1119), има един син
  - Фолко I фон Малберг († сл. 1177)